# مانتیسلو (نیویورک)
مانتیسلو (به انگلیسی: Monticello) یک روستا در ایالات متحده آمریکا است که در شهرستان سولیوان، نیویورک واقع شده‌است. مانتیسلو ۱۰٫۵ کیلومتر مربع مساحت و ۶٬۷۲۶ نفر جمعیت دارد و ۴۶۱ متر بالاتر از سطح دریا واقع شده‌است.